# Settara (distrito)
Settara é um distrito localizado na província de Jijel, Argélia, e cuja capital é a cidade de mesmo nome, Settara. A população total do distrito era de 18 976 habitantes, em 2008.

## Comunas
O distrito é composto por duas comunas:
- Settara
- Ghebala